# Плющ Василь Васильович
Василь Васильович Плющ (19 квітня 1945, с. Пелюхівка, Малодівицького району, Чернігівської області — 29 жовтня 2003) — український журналіст, письменник, літературний критик, перекладач, редактор. Головний редактор газети «Літературна Україна» (з лютого 1996).

## Біографія
Народився 19 квітня 1945 року в селі Пелюхівка, Малодівицького району, Чернігівської області.
Закінчив Київський університет імені Тараса Шевченка, філолологічний факультет (1962–1967), за фахом філолог.
З серпня 1966 — старший літпрацівник, з січня 1967 — завідувач відділу, з січня 1973 — відповідальний секретар редакції газети «Друг читача».
З квітня 1974 — старший редактор прози у видавництві «Радянський письменник».
З квітня 1987 — заступник головного редактора, з лютого 1996 — головний редактор газети «Літературна Україна».
Займав посаду голови Комітету у справах премії імені Івана Огієнка.

Могила Василя Плюща

Захоплювався спортом та моржуванням.
Помер на 59-му році життя 29 жовтня 2003 року. Похований на Байковому кладовищі (ділянка № 49б, 50°25′2.83″ пн. ш. 30°30′3.40″ сх. д. / 50.4174528° пн. ш. 30.5009444° сх. д.).

### Родина
Дружина Віра Петрівна (1947) — філолог, завідувачка відділу Національного музею історії України у Другій світовій війні; дочка Ольга.

## Творчість
Автор повісті «Станція» (1975, видавництво «Радянський письменник»), циклу статей в «Літературній Україні» (1974–2000), співавтор романів «Заслон» (1979), «Контрольна смуга» (1977), художніх перекладів в журналах «Київ», «Дніпро», «Березіль». Володів німецькою мовою.

## Звання та нагороди
- Член Національної спілки журналістів України (1990), Національної спілки письменників України (1995).
- Заслужений журналіст України (1997).
- Медаль «В пам'ять 1500-річчя Києва» (1980).
- Орден Святого рівноапостольного князя Володимира Великого (1998).
- Лауреат Міжнародної премії імені Григорія Сковороди (1996).
- Лауреат Нагороди Ярослава Мудрого (1997)[1]
- Лауреат премії Київської спілки журналістів «Незалежність-99». (1999)